# Edie Williams
Edie Williams (korábban: Edie Britt, Edie McLain és Edie Roswell) egy szereplő az amerikai ABC televíziós csatorna Született feleségek (Desperate Housewives) című sorozatában, melyet Magyarországon a TV2 csatorna sugároz. Megformálója Nicollette Sheridan színésznő. Edie 1966 márciusában született.
Edie egyedülálló 45 éves nő, aki népszerű a zűrös pasasok körében. Ám az ötödik évad kezdetén egy titokzatos férjjel tér vissza a Lila akác közbe. Edie a Lila Akác köz 4362-ben él.
Edie Britt volt a legrettenthetetlenebb pasivadász öt háztömbnyi körzetben. Hódításai számosak, változatosak és legendásak voltak.

## Története

### 1. évad
Edie Britt volt az a nő, aki még a papot is „letámadta”, ám amikor megkezdődik közötte és Susan Mayer között a versenyfutás Mike Delfino szívéért, akkor Edie nem igazán sportszerű. Másnap Susan beszélget Martha Huberrel, akitől megtudja, hogy aznap estére Edie férfi vendéget vár vacsorára. Susan rögtön a legrosszabbra gondol, és átmegy Edie-hez este egy mérőpohárral, ám véletlenül felgyújtja Edie házát. Később kiderül, hogy Edie nem is Mike-ot várta vacsorára.
Amikor ezt Susan bevallja Edie-nek, Edie leönti Mrs. Huber hamvával, és azt kéri Susantől, hogy hívják meg őt is a pókerpartira…

### 2. évad
Edie a második évadban Karl Mayerrel, Susan exférjével jön össze ám Edie beszól Susan-nek arról, hogy milyen jó Kallal élni és Susan véletlenül elgázolja és eltörik a sípcsontja, ezután pár hónap múlva beállít hozzájuk Susan, hogy nincs biztosítása a létfontosságú lépműtétjére és ekkor Edie azt javasolja, hogy menjen hozzá egy férfihez, de Karl veszi el Susant és amikor Edie megmondja, hogy eljegyzési partit tart Karl-nak Susan-nak enyhén görcsbe rándul a gyomra, de Edie megtudja Ron McCready-tól Susan és Karl titkát ám az eljegyzési partin Karl azt mondja Susan-nak, hogy még mindig szereti, ezután Karl beadja Susan-nek, hogy elhagyta Edie-t, de lebukik. Ezután elhagyja Edie-t de csak annyit mond neki, hogy van valakije. Edie rögtön fölvesz egy hekust, Oliver Westont, aki ki is deríriti Karl titokzatos nőcskéjének személyazonosságát. Így Edie bosszúból fölgyújtja Susanék házát.
Susan el akarja érni, hogy Edie bevallja szörnyű tettét, ezért egy Mike-kal kapott kütyüvel bedrótozva akar vallomást kicsikarni Edie-ből. Edie azonban – már túl későn – rájön, hogy Susan felvételt készített, ezért kergetni kezdi a szomszédját, hogy megszerezze és megsemmisítse a bizonyítékot, de sietségében nekimegy egy fának, amin hatalmas darázsfészek van. A kis szárnyasok annyira összecsípik, hogy kórházba kerül.
A kórházba Susan bemegy hozzá, és azt ajánlja Edie-nek, hogy mondja azt a rendőröknek, hogy látott egy csavargót a ház körül kószálni locsolókannával, és akkor Susan megkapja a pénzt a biztosítótól úgy, hogy Edie se kerüljön rács mögé. Edie azonban közli vele, hogy elege van belőle, és hogy soha többé nem lesz a barátja.

### 3. évad
Miután Edie túl tette magát Susan-nel való nézeteltérése után, hozzáköltözik unokaöccse Austin. Austin rögtön össze barátkozik Julie Mayer-rel, de közben Edie mikor bemegy a kórházba a kómában lévő Mike-hoz, a férfi épp akkor ébred fel. Mivel Susan távol volt vidéken Edie kihasználta Mike amnéziáját és elhitette vele, hogy ő volt a nagy szerelme.
Ez Susan-nek nagyon nem tetszik, de nem tud tenni ellene semmit.
Mikor Austin és Julie épp a boltban vannak, de Austin el akar lopni valamit, és rajta kapják. Az üzletvezető Harvey Bigsby felhívja Edie-t unokaöccse miatt. Mikor Edie és Harvey a boltban tárgyalnak Austin büntetését, megjelenik Carolyn Bigsby és elkezdődik az ámokfutása. Harvey és Edie bezárkóznak az irodába. Mikor épp Carolyn le akarja lőni Lynette-t Austin lefogja és az egyik túsz, Maya lelövi Carolyn-t. Szerencsére Edie-nek és Austin-nak nem lesz semmi baja
Mikor Mike-ot letartóztatják Monique meggyilkolása miatt, Edie, épp amikor segítenie kéne a férfin, szakít vele.
Ám ez még csak a gondok kezdete, mert Austin és Julie szexelni akarnak és Edie-t kérik meg, hogy szerezzen neki fogamzásgátlót.
Mikor ezt Susan megtudja szinte meg tudná ölni Edie-t, de épp meglátják, hogy Austin Danielle Van de Kamp-el is kavar.
Ám ezután nem sokkal látogatóba jön egy hónapra Edie fia, Travers, aki eddig az apjával lakik.
Edie mivel nem egy anya típus, mindig Carlos Solis-ra bizza, aki egyenesen jó barátja lesz Travers-el.
És Edie mikor pasi hiánya lesz összejön Carlos-sal, és mikor ezt Gaby megtudja megtiltja Susan-nak és Lynette-nek, hogy barátkozzanak Edie-vel.
Charles, Travers apja hamarabb jön fiáért, ám mikor elmegy ezután Carlos nem annyira rajong Edie-ért, ezért rábírja fiát, hogy beszéljen Carlossal, de ez nem használ, de Edie Carlos karjaiba omlik és innentől az övé Carlos.
Mikor Susan és Mike össze akar házasodni, Mike Carlos-nak adja a házat és alá is írja a szerződést a bérlésre a tulajdonos idős nénivel. Ám Edie elmegy Lillian Simms-hez az idős nénihez, és elmondja neki milyen Carlos ( persze hazudik) és az idős hölgy fölbontja a szerződést. Így Carlos képtelen Edie-hez költözni.
Ám ezután Carlos elmondja Edie-nek, hogy ő csak barátkozni akar Edie-vel, mire Edie bejelenti, hogy lehet, hogy terhes és tesztet csinál. Carlos nagyon örül, hiszen lehet, hogy lesz gyereke. Ám a teszt negatív.
Edie megbeszéli Carlossal, hogy fogadjanak gyereket. Carlos, Gabby esküvőjének meghívóját látva, belemegy, ám Edie a fürdőszobában bevesz fogamzásgátló tablettát.
Ezután Edie és Carlos a "gyerekcsinálással" töltik minden idejüket. Ám míg Carlos komolyan veszi a dolgot, nem is sejti, hogy Edie tablettát szed.
Carlos és Edie külön mennek az esküvőre, míg Carlos otthon van megjelenik az újságosfiú, mivel Carlos-nál nincs pénz keres Edie táskájában és ekkor rátalál a fogamzásgátlókra.
Az esküvőn Carlos dühösen megy Edie-hez, és elé dobja a tablettát és véglegesen szakít vele. Edie teljesen kétségbeesik, hazamegy és ír egy levelet "Szeretett Carlosomnak" címmel, amit az asztalra helyez. Ezután egy sállal álöngyilkosságot követ el.